# 308
308（三百八、三〇八、さんびゃくはち）は、自然数または整数において、307の次で309の前の数である。

## 性質
- 308は合成数であり、約数は1, 2, 4, 7, 11, 14, 22, 28, 44, 77, 154, 308である。
  - 約数の和は672。
  - 72番目の過剰数である。1つ前は306、次は312。
    - 約数の和が倍積完全数672となる2番目の数である。1つ前は276、次は429。
    - 約数の和が倍積完全数になる9番目の数である。1つ前は276、次は427。
- 86番目のハーシャッド数である。1つ前は306、次は312。
  - 11を基とする2番目のハーシャッド数である。1つ前は209、次は407。
- 308 = 22 × 7 × 11
  - 3つの異なる素因数の積で p 2 × q × r の形で表せる18番目の数である。1つ前は306、次は315。(オンライン整数列大辞典の数列 A085987)
- 308 = 82 + 102 + 122
  - 3連続偶数の平方和で表せる4番目の数である。ただし0を含めると5番目である。1つ前は200、次は440。
- 308 = 42 + 62 + 162 = 82 + 102 + 122
  - 3つの平方数の和2通りで表せる74番目の数である。1つ前は307、次は310。(オンライン整数列大辞典の数列 A025322)
  - 異なる3つの平方数の和2通りで表せる55番目の数である。1つ前は301、次は310。(オンライン整数列大辞典の数列 A025340)
- 308 = 13 + 33 + 43 + 63
  - 4つの正の数の立方数の和で表せる70番目の数である。1つ前は304、次は315。(オンライン整数列大辞典の数列 A003327)
  - 異なる正の数の4つの立方数の和1通りで表せる8番目の数である。1つ前は289、次は315。(オンライン整数列大辞典の数列 A025408)
- 308 = 28 × 11
  - 完全数28の倍数である。1つ前は280、次は336。(オンライン整数列大辞典の数列 A135628)
- n = 308 のとき n と n + 1 を並べた数を作ると素数になる。n と n + 1 を並べた数が素数になる36番目の数である。1つ前は300、次は312。(オンライン整数列大辞典の数列 A030457)
- 308 = 172 + (2 + 8 + 9)
  - n = 17 のときの n 2 とその各位の和との和とみたとき1つ前は269、次は333。(オンライン整数列大辞典の数列 A171613)
- 308 = 182 − 16
  - n = 18 のときの n 2 − 16 の値とみたとき1つ前は273、次は345。(オンライン整数列大辞典の数列 A028566)
- 約数の和が308になる数は2個ある。(172, 307) 約数の和2個で表せる25番目の数である。1つ前は280、次は320。
- 各位の和が11になる28番目の数である。1つ前は290、次は317。

## その他 308 に関連すること
- 西暦308年
- 紀元前308年
- 年始から数えて308日目は11月4日、閏年は11月3日。
- UFC 308
- .308ウィンチェスター
- プジョー・308はプジョーが生産する乗用車。
- フェラーリ・308はフェラーリが生産したスポーツカー。
- ヘスケス・308は、ヘスケス・レーシングのフォーミュラ1カー。
- ヘスケス・308D
- NGC 308は、くじら座の恒星。
- 第308機械化歩兵師団 (ベトナム陸軍)
- 国際連合安全保障理事会決議308